# Forbes
Forbes je američki časopis te jedan od najuspješnijih poslovnih magazina na svijetu. I sa sjedištem na Fifth Avenue u New Yorku u Sjedinjenim Državama. Najveći konkurent je časopis Fortune.

## Povijest
Forbes magazin je 1917. godine osnovao škotski imigranat, Bertie Charles Forbes (1880. – 1954.), koji je bio kolumnist Hearsta.

## Zanimljivosti
Poznat je po brojnim rang listama o raznim temama, čiji se popisi godišnje objavljuju. Najveće zanimanje je za The World’s Billionaires (hrv. Forbesov popis milijardera).

## Vanjske poveznice
- Službena stranica